# Heroina isonycterina
Heroina isonycterina és una espècie de peix de la família dels cíclids i de l'ordre dels perciformes.

## Morfologia
- Els mascles poden assolir 10,2 cm de longitud total.[4]

## Hàbitat
Viu en zones de clima tropical entre 23 °C-29 °C de temperatura.

## Distribució geogràfica
Es troba a Sud-amèrica: conca del riu Amazones.